# Luz (rysownik)
Luz, właśc. Renald Luzier (ur. w 1972 w Tours) – francuski rysownik satyryczny; współpracuje głównie z gazetą Charlie Hebdo, a od 2003 roku również z Fluide glacial.
Po ogłoszeniu wyników pierwszej rundy wyborów prezydenckich Francji w 2002 roku, Luz stworzył fanzine Cambouis. Pierwsze numery zostały ponownie opublikowane w tomie wydanym przez L'Association.
Luz rysuje dla z prasy branżowej (Les Inrockuptibles) oraz wraz z muzykami bierze udział w przedsięwzięciach artystycznych: m.in. z Rubinem Steinerem z którym wspólnie wydał płytę OuMuPo33 (2004). Współpracuje także z grupami satyrycznymi Polémix i Off Voice.

## Atak na redakcję Charlie Hebdo
7 stycznia 2015, w dniu swoich urodzin, Luz spóźnił się na cotygodniową konferencję redakcji Charlie Hebdo, dzięki czemu uniknął ataku. Do redakcji przybył kilka minut po tragicznych zajściach i był jedną z pierwszych osób, która skontaktowała się ze światem zewnętrznym.  W wywiadach, których udzielił po wydarzeniach w redakcji Charlie Hebdo przyznał, że trudno mu się zgodzić na noszenie ciężaru symbolicznego, który spoczywa na tej gazecie, podczas gdy jej redakcja nigdy nie pretendowała do posiadania jednego, konsensualnego głosu.
11 stycznia 2015, wziął udział w marszu republikańskim pamięci ofiar ataków z 7-9 stycznia. Jest autorem okładki pierwszego numeru gazety po katastrofie.

## Publikacje
- 1992 : rysownik/autor karykatur dla L'Aberration, pisma studenckiego Federacji studentów w Tours (FET).

### Numery specjalneCharlie Hebdo
- 1998 – Les Mégret gèrent la ville
- 1999 – C'est la crise finale
- 2002 – Monsieur le baron
- 2005 – Un Turc est entré dans l’Europe
- 2006 – Charlie blasphème (we współpracy z Charbem)

### Komiksy w innych wydawnictwach
- 2002 – Cambouis (L'Association)
- 2003 – The Joke (Les Requins Marteaux)
- 2004 – rysunki w książeczce do płyty OuMuPo3 stworzonej z Rubinem Steinerem
- 2005 – Claudiquant sur le dancefloor (Hoëbeke)
- 2006 – Faire danser les filles (Hoëbeke)
- 2007 – J’aime pas la chanson française (Hoëbeke)
- 2008 – Quand deux chiens se rencontrent (Les Échappés)
- 2009 – Les Sarkozy gèrent la France (Les Échappés)
- 2010 – Robokozy (Les Échappés)
- 2010 – King of klub (Les Échappés)